# Shenzhen Open 2015
Shenzhen Open 2015, oficiálně se jménem sponzora Shenzhen Gemdale Open 2015, byl tenisový turnaj pořádaný jako součást ženského okruhu WTA Tour, který se hrál na dvorcích s tvrdým povrchem v areálu Shenzhen Longgang Tennis Centre. Konal se mezi 4. až 10. lednem 2015 v čínském městě Šen-čen jako 3. ročník turnaje.
Turnaj s rozpočtem 500 000 dolarů patřil do kategorie WTA International Tournaments. Nejvýše nasazenou hráčkou ve dvouhře se stala třetí tenistka světa Simona Halepová z Rumunska, která potvrdila roli favoritky a finálovou výhrou nad Bacsinszkou získala devátý kariérní titul. Obhájkyně titulu Číňanka Li Na ukončila v září 2014 profesionální kariéru. Deblovou soutěž opanovala ukrajinská sesterská dvojice Ljudmyla a Nadija Kičenokovy.

## Distribuce bodů a finančních odměn

### Distribuce bodů
| Soutěž  | vítězky | finalistky | semifinalistky | čtvrtfinalistky | 16 v kole | 32 v kole | Q  | Q2 | Q1 |  |
| ------- | ------- | ---------- | -------------- | --------------- | --------- | --------- | -- | -- | -- |  |
| dvouhra | 280     | 180        | 110            | 60              | 30        | 1         | 18 | 12 | 1  |  |
| čtyřhra | 280     | 180        | 110            | 60              | 1         |           |    |    |    |  |

### Finanční odměny
| Soutěž                                | vítězky  | finalistky | semifinalistky | čtvrtfinalistky | 16 v kole | 32 v kole | Q2     | Q1     |
| ------------------------------------- | -------- | ---------- | -------------- | --------------- | --------- | --------- | ------ | ------ |
| dvouhra                               | $111 163 | $55 323    | $29 730        | $8 934          | $4 928    | $3 199    | $1 852 | $1 081 |
| čtyřhra                               | $17 724  | $9 222     | $4 951         | $2 623          | $1 383    |           |        |        |
| částky ve čtyřhře jsou uváděny na pár |          |            |                |                 |           |           |        |        |

## Ženská dvouhra

### Nasazení
| Stát                             | Hráčka                | WTA | Nasazení |
| -------------------------------- | --------------------- | --- | -------- |
| Rumunsko                         | Simona Halepová       | 3.  | 1.       |
| Česko                            | Petra Kvitová         | 4.  | 2.       |
| Čína                             | Pcheng Šuaj           | 22. | 3.       |
| Kazachstán                       | Zarina Dijasová       | 32. | 4.       |
| Česko                            | Klára Koukalová       | 39. | 5.       |
| Rumunsko                         | Irina-Camelia Beguová | 40. | 6.       |
| Rumunsko                         | Monica Niculescuová   | 46. | 7.       |
| Švýcarsko                        | Timea Bacsinszká      | 47. | 8.       |
| Žebříček WTA k 29. prosinci 2014 |                       |     |          |

### Jiné formy účasti
Následující hráčky obdržely divokou kartu do hlavní soutěže:
- Tuan Jing-jing
- Natalia Vichljancevová

Následující hráčky si zajistily postup do hlavní soutěže v kvalifikaci:
- Çağla Büyükakçay
- Olga Govorcovová
- Aleksandra Krunićová
- Ču Lin

### Odhlášení
před zahájením turnaje
- Sorana Cîrsteaová (poranění ramena) → nahradila ji  Tímea Babosová

v průběhu turnaje
- Věra Zvonarevová (poranění zad)

## Ženská čtyřhra

### Nasazení
| Stát                                                                         | Hráčka                  | Stát      | Hráčka                  | WTA  | Nasazení |
| ---------------------------------------------------------------------------- | ----------------------- | --------- | ----------------------- | ---- | -------- |
| Čína                                                                         | Pcheng Šuaj             | Čína      | Sü I-fan                | 76.  | 1.       |
| Španělsko                                                                    | Lara Arruabarrenová     | Rumunsko  | Irina-Camelia Beguová   | 119. | 2.       |
| Španělsko                                                                    | Anabel Medina Garrigues | Španělsko | María Teresa Torró Flor | 122. | 3.       |
| Čínská Tchaj-pej                                                             | Chan Chin-wei           | Gruzie    | Oxana Kalašnikovová     | 158. | 4.       |
| Žebříček WTA k 29. prosinci 2014; číslo je součtem umístění obou členek páru |                         |           |                         |      |          |

### Odhlášení
v průběhu turnaje
- Věra Zvonarevová (poranění zad)

## Přehled finále

### Ženská dvouhra
- Simona Halepová vs.  Timea Bacsinszká, 6–2, 6–2

### Ženská čtyřhra
- Ljudmyla Kičenoková /  Nadija Kičenoková vs.  Liang Čchen /  Wang Ja-fan, 6–4, 7–6(8–6)